# Ayao Komatsu
Ayao Komatsu (japanisch 小松 礼雄, * 28. Januar 1976 in Tokio) ist ein japanischer Formel-1-Ingenieur und seit der Saison 2024 Teamchef des Haas F1 Team.

## Persönliches und Ausbildung
Komatsu wurde am 28. Januar 1976 in Tokio, Japan, als Sohn von Keiko und Yuichiro Komatsu geboren. 1995 zog Komatsu nach England, wo er an der Loughborough University einen Bachelor-Abschluss in Fahrzeugtechnik und einen Doktortitel in Fahrzeugdynamik und -steuerung erwarb.

## Motorsportkarriere

### Ingenieurtätigkeiten bei Renault/Lotus (2003 – 2015)
Komatsu begann seine berufliche Laufbahn im Motorsport 2003 als Ingenieur für Reifentechnologie bei British American Racing.
2006 setze Komatsu seine Ingenieurstätigkeiten beim Renault-Werksteam fort – anfangs im Testteam, später im Rennteam, gemeinsam mit den Fahrern Nelson Piquet Jr., Romain Grosjean, Vitaly Petrov, Jenson Button und Fernando Alonso.
Nach dem Ausscheiden von Mark Slade 2010, übernahm Komatsu die Stelle als Renningenieur (Race Engineer).
2012 wurde das Renault-Team von Lotus übernommen, ehe 2015 Komatsu zum leitenden Renningenieur (Chief Race Engineer) ernannt wurde.

### Haas (seit 2016)
Gemeinsam mit dem Fahrer Grosjean wechselt Komatsu 2016 von Lotus zum neu gegründeten Haas F1 Team. Komatsu übernahm dort leitende Tätigkeiten für Strecken-Angelegenheiten (Head of Trackside Operations).
Am 10. Januar 2024 wurde bekanntgegeben, dass Komatsu mit sofortiger Wirkung die Rolle von Teamchef Günther Steiner übernimmt.